# Ilisha africana
Cá bẹ Đông Phi (Danh pháp khoa học: Ilisha africana) là một loài cá biển trong họ cá bẹ Pristigasteridae thuộc bộ cá trích Clupeiformes, chúng là loài bản địa ở các bờ biển, đầm phá thuộc vùng Đông Phi từ quốc gia Senegal cho tới mãi đến tận đất nước Angola thuộc vùng sừng châu Phi, chúng thích sống trong các vùng nước khoảng từ 25m về độ sâu. Về ngoại hình, một vài cá thể có thể dài đến 30 cm nhưng kích cỡ trung bình của chúng chừng 18 cm. Đây là một loài cá có giá trị thương mại với sản lượng khai thác đạt 32,815 tấn trong năm 2008.